# Собор спасения нации
Собор спасения нации (рум. Catedrala Mântuirii Neamului) — патриарший собор Румынской православной церкви в Бухаресте. Заложен в 2007 году, освящён 25 ноября 2018 года патриархом Варфоломеем I и патриархом Даниилом — в честь Вознесения Господня и апостола Андрея. Собор располагается напротив знаменитого Дворца Парламента.
По завершении строительства он станет самым высоким (135 метров с крестом ) и крупным православным храмом в мире.

## История
Идея национального собора впервые возникла после войны за независимость Румынии (1877—1878), которая в основном велась между Российской и Османской империями. Церковь должна была символизировать победу православных христиан над мусульманами-османами. Идея была отложена из-за отсутствия консенсуса по дизайну, местоположению и финансированию. Объединение княжеств Молдавии и Валахии в 1859 году повлекло за собой унитарную организацию церковных структур в Молдавии и Валахии в рамках Священного Синода (1872), таким образом, собрание иерархов увеличилось до 12 членов, включая: предстоятеля митрополита (председателя), митрополита Молдавии и их подчинённых ему епископов Рымникского, Бузэуского, Арджешского, Романского, Хушского и Нижне-Дунайского (Галац) и по одному епископу-викарию для каждой епархии. Старый Митрополичий кафедральный собор оказался переполненным, особенно во время национальных праздников, таких как Провозглашение Королевства Румыния и коронация короля Румынии Кароля I (10 мая 1881 года), когда ни одна из более чем ста церквей Бухареста не смогла принять тех, кто хотел бы принять участие в официальной службе. Поэтому, по желанию короля Кароля I, Ассамблея депутатов Румынии и Сенат проголосовали за Закон № 1750 о строительстве кафедрального собора в Бухаресте, обнародованный 5 июня 1884 года королём Каролем I.
10 мая 1920 года король Фердинанд I направил королевское письмо Мирону (Кристя), первому митрополиту-примасу Великой Румынии, в поддержку проекта, но это не возымело никакого эффекта. В 1925 году, после того, как Румынская православная церковь стала патриархатом, митрополит Мирон (Кристя), возведённый на престол в качестве первого патриарха всея Румынии, предложил в качестве места для строительства парк Кароля I, но вместо этого была выбрана площадь Бибеску Водэ (Площадь Объединения). Там в 1929 году был воздвигнут крест (Голгофа). Нехватка средств привела к тому, что строительство было отложено, а позже забыто. Процесс был остановлен из-за экономического кризиса, Второй мировой войны, а затем установления коммунистической власти в Румынии.
Патриарх Феоктист возобновил проект строительства Национального собора, освятив крест 5 февраля 1999 года в качестве краеугольного камня будущего собора на месте Площади Воссоединения, которая ранее была освящена патриархом Мироном. В этом месте побывал посетивший Румынию с визитом 7-9 мая 1999 года Папа Римский Иоанн Павел II.
16 февраля 2005 года мэрия Бухареста предложила Патриархии «в качестве наиболее подходящего места для размещения» для сооружения Арсенальный холм, считающийся самым высоким местом в Бухаресте. После одобрения Патриархата правительство Румынии поддержало постановление № 19/17 марта 2005 года о строительстве Собора народного спасения. Затем Палата депутатов проголосовала за передачу строительной площадки площадью 110 000 м2 Румынскому патриархату в соответствии с протоколом от 13 февраля 2006 года. Арсенальный холм был рекомендован после того, как на разных этапах были предложены три других места (площадь Пьяца Унирии 1999, площадь Альба-Юлия 2001, парк Кароля I 2004). Три церкви были снесены (Альба Поствари, Спирея Вече и Изворул Тэмэдуирии), а две церкви были перенесены (Шитул Майчилор и Михай Водэ) коммунистическим режимом для строительства Centrul Civic (Гражданский центр) и Дворца парламента (Palatul Parlamentului), ранее известного как Дом народа (Casa Poporului). Краеугольный камень в основание собора народного спасения был освящён 29 ноября 2007 года Патриархом Даниилом.
Строительство началось в 2010 году, и после почти десятилетнего строительства недостроенный собор был освящён 25 ноября 2018 года. Освящение состоялось в присутствии множества священников и 60 епископов. Особыми гостями были Патриарх Константинопольский Варфоломей и митрополит Патрский Хризостом (Склифас). Около 55 000 человек приняли участие в Божественной литургии, которая состоялась внутри собора сразу после его освящения.

## Критика
Масштабность проекта, его стоимость, осуществление строительства за счёт бюджетных средств вызвало массу критики. Проект называли «фараоновским» и «чаушистским», указывая на аморальность такого амбициозного плана в условиях бедности многих жителей страны.

## Архитектура
Проект нового собора обсуждался сторонами, в том числе румынским сенатом и мэром Бухареста. Выигрышный дизайн включал элементы архитектурных деталей из всех румынских провинций и территорий, который сделал бы собор одним из крупнейших религиозных объектов в мире. Предполагалось, что в главном здании собора вместе с подземными галереями смогут находиться одновременно 10 000 человек, а весь комплекс сможет разместить 125 000 посетителей на площади 11 гектаров. Главное здание собора рассчитано на 7000 прихожан (паломнические хоры, духовенство), что в десять раз больше, чем в нынешнем патриаршем соборе.
Собор имеет длину 126 метров, ширину 69 метров и высоту 135 метров (от уровня земли). Главное здание возвышается на 6.8 метра, а площадь подвала простирается на 17 метров ниже уровня земли. Первые два подземных уровня образуют главный зал высотой 11 метров, который может вместить 3000 прихожан. Запланированная площадь здания больше (152 м на 92 м/13668 квадратных метров), разделена на помещения, включая главный зал, другие залы и помещения для мероприятий; магазин икон и религиозной одежды; мастерская (например, для плотницких, обивочных и металлических работ); музей, галерея-выставка, литургический перформанс медиа-магазин; а также складские помещения, трапезная, парковка, религиозные/сакраментальные объекты и служебные помещения. Площадь подвала, который простирается ниже уровня земли, составляет 7200 квадратных метров.
Двор собора имеет четыре пристройки: Андреевский дом для духовных паломников на 90 комнат; Дом Святого Петра вместимостью сто человек; Дом Святого Павла, будет миссионерским культурным центром с классными комнатами и семинарами, библиотекой, выставочными площадями и Aula Magna Hall; Дом Святого Луки, будет медицинским социальным центром с консультационными кабинетами, центром неотложной помощи, аналитической лабораторией и центром интенсивной терапии, а также жилым центром для престарелых и больных.

### Неф
Пол собора будет покрыт мрамором Рущтица, лучшим мрамором в Румынии. Этот мрамор использовался во многих известных зданиях: здании парламента Румынии дворец Парламента, Миланском соборе, здании венгерского парламента, Istana Nurul Iman и т. д.

### Купол
С общей высотой 135 метров (с крестом) собор станет третьей самой высокой купольной церковью в мире после базилики Пресвятой Девы Марии Мира и Собор Святого Петра. Кроме того, он имеет второй по высоте главный купол без креста в мире, после купола собора Святого Петра.

### Иконостас

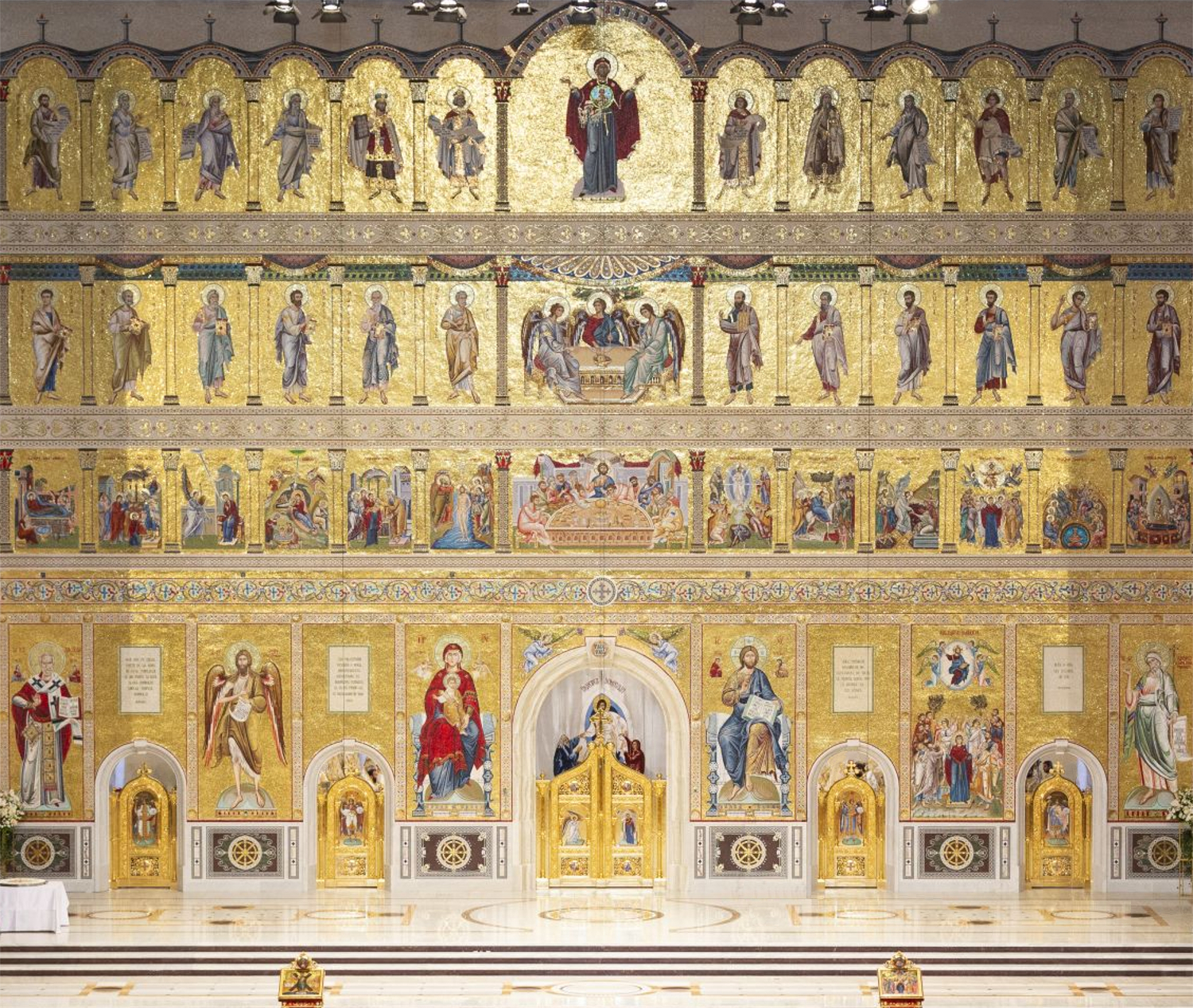

Иконостас собора народного спасения размером 23.8 м. (длина) на 17.1 м (высота), это самый большой православный иконостас в мире после Успенского собора. Он имеет площадь в 408 квадратных метров и покрыт более чем 4 миллиона кусочков мозаики и весит 8 тонн. Королевские иконы имеют размеры 3.75 м (высота) на 2.15 м (длина) с площадью поверхности 8 квадратных метров. Все иконы иконостаса имеют в общей сложности 130 портретов.
Для реализации иконостаса собора в Бухаресте команда из более 45 специалистов по мозаике и фрескам работала в течение 10 месяцев. Лидером этой команды был Даниэль Кодреску. Первоначально команда думала о мраморных рамах для каждой большой иконы, но из-за того, что вес материала мог повлиять на структуру сопротивления иконостаса, идея была отвергнута. Этот иконостас полностью выполнен из мозаик и фресок в византийском стиле. Команда, участвующая в проекте, была разделена на две группы: первая была вовлечена в изготовление мозаики в мастерской, а вторая в её выкладывание на каменную кладку. Источником вдохновения послужили знаменитые мозаики в Равенне, представленные в базилике Сан-Витале. Даниэль Кодреску сказал: "Все проработано в мельчайших деталях. Команда попыталась поднять реализацию на другой уровень величия. С помощью Бога эта монументальная работа является подарком к столетию Румынии. Этот иконостас представляет собой краткое изложение Царство Небесное ".
Обычно на иконостасе четыре царских иконы, но здесь у нас есть шесть, что помогло нам представить два покровительственных праздника: «Вознесение Господне» и «Святой Апостол Андрей». Слева размещены иконы Николая Чудотворца и Иоанна Крестителя, двух самых любимых святых на румынском пространстве.

### Алтарь
В мае 2019 года икона Знамение Пресвятой Богородицы была завершена в алтаре. По словам чиновников, это самая большая мозаичная икона (изображение) Богородицы в православном мире, имеющая 16 метров в высоту и 150 квадратных метров. Чтобы выложить икону Знамения Пресвятой Богородицы, был использован миллион кусочков мозаики. Икона не является репродукцией, специалисты создали уникальную мозаику в византийском стиле.
В Алтаре находятся реликвии румынских святых и список из 350 000 имен румынских героев. Реликвии принадлежат святым: Константину Брынковяну и святым из Никулиэля: Зотикосу, Атталосу, Камасису и Филиппосу.

### Колокола

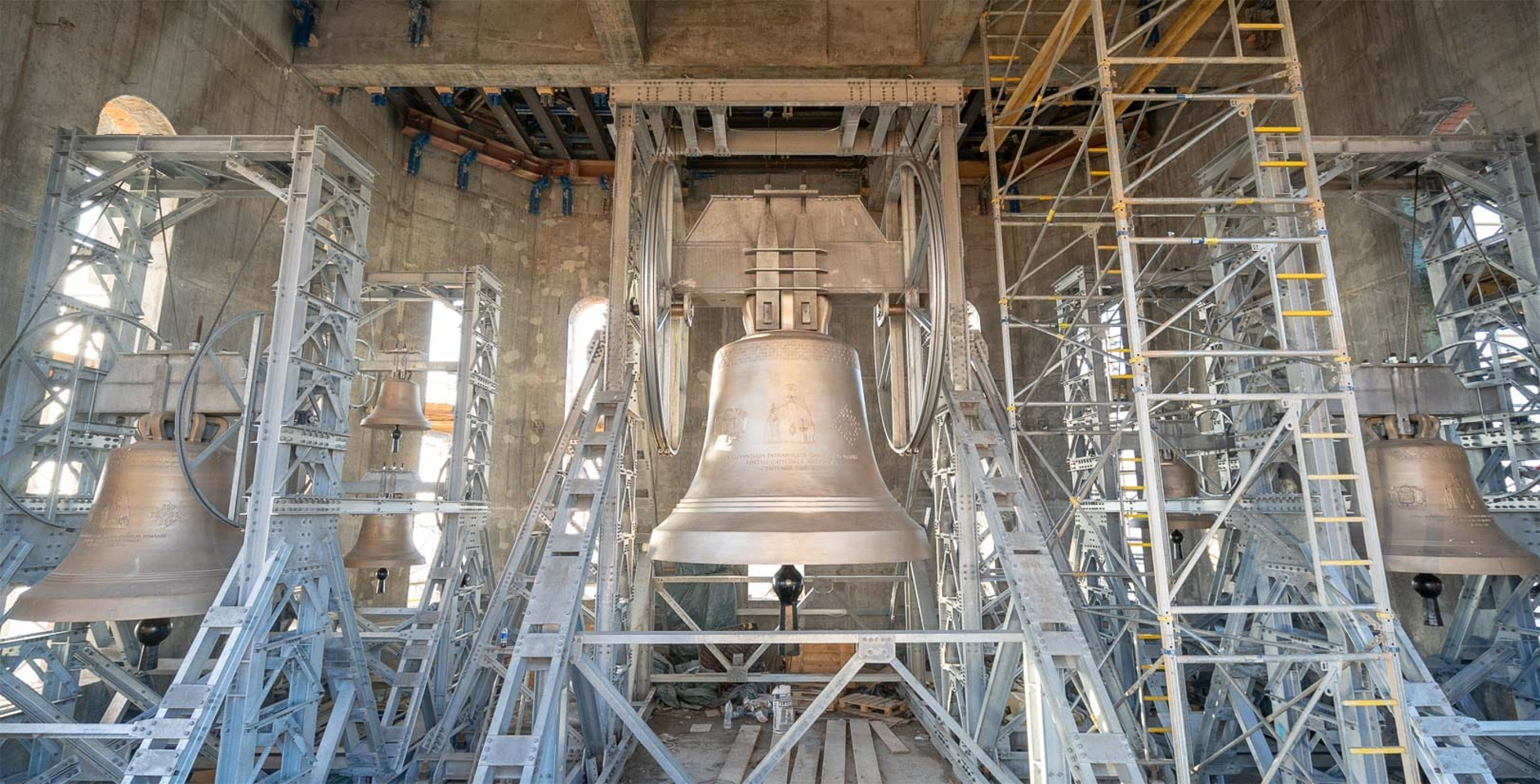
Шесть колоколов собора спасения нации
center|thumb|240px|Большой колокол 25.2 тонн (с колокольни)
center|thumb|240px|Большой колокол 25.2 тонн (с улицы)

В соборе находится самый большой в мире свободный качающийся церковный колокол, превосходящий колокол Святого Петра в Кёльнском соборе. С весом 25190 кг, диаметром 3355 мм, высота 3130 мм, толщиной 273 мм и языком в 750 кг. Колокол был отлит 11 ноября 2016 года в Инсбруке компанией Grassmayr Bell Foundry. Колокол изготовлен из 78 % меди и 22 % олова с чистотой 99,99 % и имеет очень низкий звук C3 (en) — C0 (de) — Do2 (ro) с частотой 130.8 Гц. В соборе 6 колоколов. Звук от звона главного колокола слышен на расстояние 15-20 км. Пять колоколов имеют следующие характеристики: C1-Do3, Ø 1,695 мм, 3,296 кг; E1-Mi3, Ø 1,361 мм, 1,685 кг; G1-Sol3, Ø 1,127 мм, 933 кг; A1-La3, Ø 1,033 мм, 709 кг; C2-Do4, Ø 875 мм, 430 кг. Общий вес всех 6 колоколов составляет 32243 кг.
Команда из 25 экспертов из Италии, Германии, Австрии, Хорватии и Румынии работала над великим колоколом собора народного спасения. Лидером команды был итальянский кампанолог Флавио Дзамботто. Флавио Дзамботто сказал о колоколе: «Сотрудничество для колокола собора в Бухаресте — мое самое большое профессиональное достижение. Для этого колокола команда проработала 8 месяцев. Колокол изготовлен из сплавов премиум-класса, по самым высоким стандартам. Работа выполнена в мельчайших деталях, и с чистотой 99,99 %, акустический допуск составляет 0 %. Я имел честь работать над некоторыми известными колоколами, и каждый колокол для меня как сын. Но колокол собора в Бухаресте великолепен и в числе лучших в мире. Все акустические параметры превосходны. Звук трезвый, очень сильный, длинный, и он отмечает вас».
Звук 6 колоколов образует три полных октавы.